# فیلادلفیا ایگلز

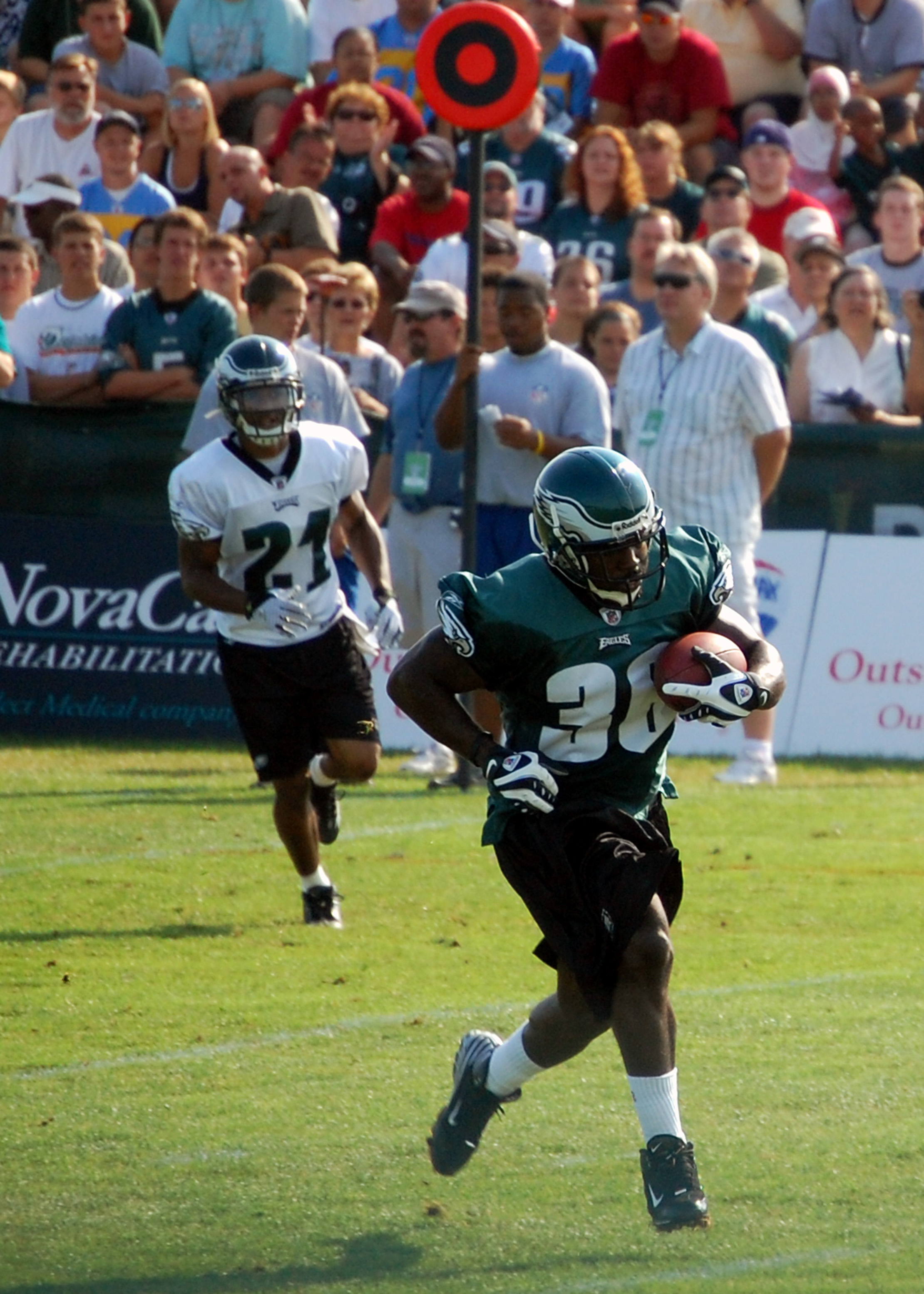

تیم فوتبال آمریکایی فیلادلفیا ایگلز (به انگلیسی: Philadelphia Eagles) از شهر فیلادلفیا در ایالت پنسیلوانیا می‌باشد.
این تیم عضو لیگ ملی فوتبال آمریکا است.
ورزشگاه خانه این تیم ورزشگاه لینکلن فاینانشال فیلد (به انگلیسی: Lincoln Financial Field) نام دارد.
آخرین قهرمانی این تیم در لیگ ملی فوتبال آمریکا فصل ۲۰۲۴/۲۰۲۵ در ۱۰ فوریه ۲۰۲۵ با برتری برابر کانزاس سیتی رقم خورد. 

## وب‌گاه رسمی
- وبگاه رسمی تیم